# 間欠滅菌
間欠滅菌（かんけつめっきん）とは、食品などを滅菌するための方法の一つであり、 耐熱性の芽胞を殺すために使用される。19世紀にジョン・ティンダルによって発明されたので、英語では「Tyndallization」という。現代では時代遅れだと考えられているが、現代でもしばしば使用される。

## 概要
現在一般的に使用されているシンプルかつ効果的な滅菌方法は、オートクレーブ滅菌である。この方式では、加圧装置を使って滅菌対象の物質を2気圧121度で15分間加熱する。一方、加圧装置がないのでオートクレーブ滅菌ができない場合、または加圧加熱に耐えられないものを滅菌する必要がある場合は、水の沸騰を利用するなどして、最大100度までの温度で長時間の非加圧加熱を行うのが一般的である。この場合、高温によって細菌の細胞は死滅するが、細菌の芽胞は生き残る可能性がある。芽胞は加熱後に発芽して栄養細胞になり、再び増殖して食中毒などのもとになるので厄介である。しかし、間欠滅菌を使用することで、オートクレーブができない場合でも、芽胞を破壊することができる。
間欠滅菌は基本的に、物質を沸点（もしくは沸点よりやや低い温度）まで加熱し、その温度に3日間連続で15分間晒すことによって行う。加熱後に放置している間に、生き残った芽胞が発芽して栄養細胞になるが、この細胞は翌日の加熱によって死滅する。加熱後、滅菌対象の物質は、芽胞の発芽を促すために常温の暖かく湿った環境に放置する（夏場は菌がすぐ増えるので、しばらくしたら冷蔵庫に入れた方が良い）。環境が細菌にとって好ましい場合、芽胞から発芽が促進され、このような環境では細胞から芽胞は形成されない(「芽胞」を参照)。
間欠滅菌は日常的な利用においては十分に効果的である。しかし、完全に信頼できるとは考えられていない。というのも、間欠滅菌をした後も一部の芽胞は生き残り、その後発芽して増殖する可能性がある。そのため、今日ではあまり使用されていないが、植物の種子やジャガイモ入りカレー（圧力なべだと煮崩れする）など、加圧加熱に耐えられない物の滅菌に使用される 。

## 利用例

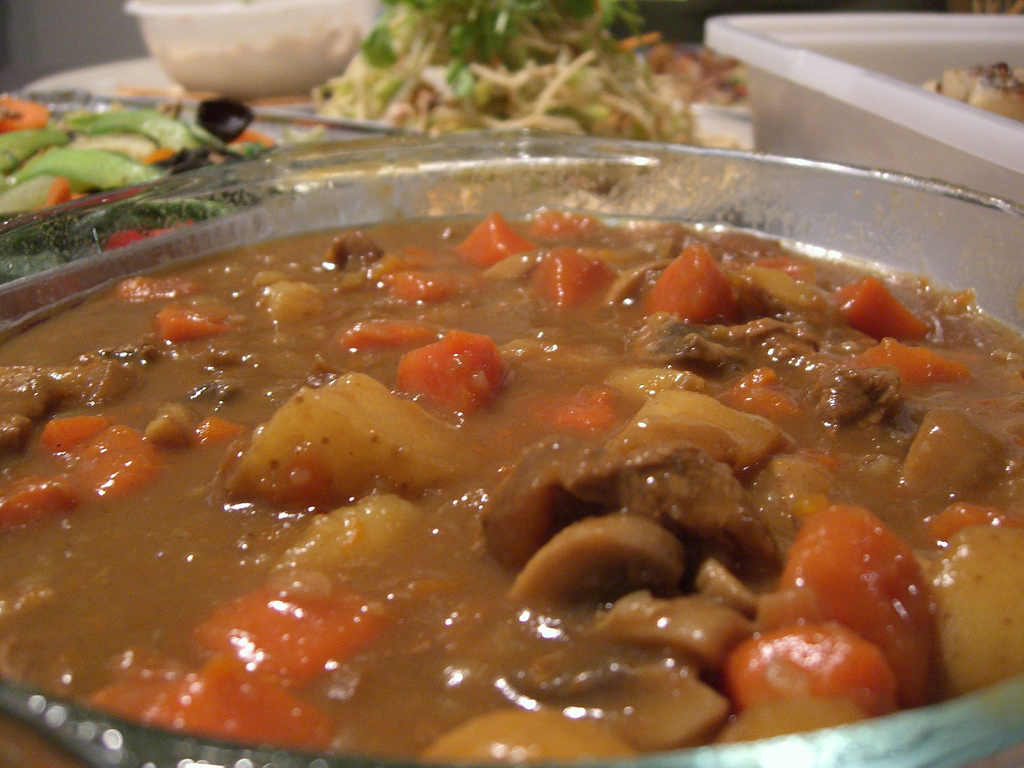
二日目のカレーを食べる際は再加熱して間欠滅菌を行うこと

- 二日目のカレーを食べると芽胞から発芽したウェルシュ菌による食中毒を起こす可能性がある。ウェルシュ菌の芽胞は45度ぐらいになったら発芽して、あっという間に増えるので、指で触れるくらいの温度になったらすぐに冷蔵庫に入れ、二日目のカレーを食べる前には、殺菌のため、グツグツするまで再加熱することが推奨されている[5][6]。そうすると、ウェルシュ菌は死ぬ。
- 昔の日本酒を作る際に間欠滅菌が利用されていた。筵に煮沸と天日乾燥を繰り返して間欠滅菌を行い、その上で蒸米を冷まし、麹菌をつける。間欠滅菌が不十分だと、麹菌の代わりに筵の藁に常在する枯草菌が繁殖し、枯草菌の働きによって蒸米が「スベリ麹」と呼ばれるネバネバの納豆みたいなものになる。